# Senátní obvod č. 2 – Sokolov
Senátní obvod č. 2 – Sokolov je podle zákona č. 247/1995 Sb. tvořen celým okresem Sokolov, jihovýchodní částí okresu Cheb, ohraničenou obcemi Teplá, Mnichov, Prameny, Mariánské Lázně, Vlkovice, Ovesné Kladruby, a jižní částí okresu Karlovy Vary, ohraničenou na severu obcemi Toužim a Otročín.
Současnou senátorkou je od roku 2024 Jana Mračková Vildumetzová, členka hnutí ANO.

## Senátoři
| Volby | Volby | Senátor | Senátor                    | Volební strana | Navrhující strana | Politická příslušnost | Odkaz  |
| ----- | ----- | ------- | -------------------------- | -------------- | ----------------- | --------------------- | ------ |
|       | 1996  |         | Jiří Vyvadil               | ČSSD           | ČSSD              | ČSSD                  | profil |
|       | 2000  |         | Jan Hadrava                | 4KOALICE       | US                | US                    | profil |
|       | 2006  |         | Pavel Čáslava              | ODS            | ODS               | ODS                   | profil |
|       | 2012  |         | Zdeněk Berka               | ČSSD           | ČSSD              | ČSSD                  | profil |
|       | 2018  |         | Miroslav Balatka           | STAN           | STAN              | BEZPP                 | profil |
|       | 2024  |         | Jana Mračková Vildumetzová | ANO            | ANO               | ANO                   |        |

## Volby

### Rok 1996
První senátní volby na Sokolovsku se uskutečnili stejně jako v ostatních obvodech v roce 1996 a volilo se na zkrácený čtyřletý mandát. V prvním kole zvítězil kandidát vládní ODS Josef Michalský, který získal 33,5 % hlasů. Společně s ním do druhého kola postoupil také bývalý poslanec PČR Jiří Vyvadil z opoziční ČSSD. Ten dokázal druhé kolo zvrátit ve svůj prospěch a s 55 % hlasů zvítězil.
| Kandidát | Kandidát             | Volební strana | Navrhující strana | Politická příslušnost | Počet hlasů (1. kolo) | %     | Počet hlasů (2. kolo) | %     |
| -------- | -------------------- | -------------- | ----------------- | --------------------- | --------------------- | ----- | --------------------- | ----- |
|          | JUDr. Jiří Vyvadil   | ČSSD           | ČSSD              | ČSSD                  | 5 586                 | 27,03 | 11 398                | 55,04 |
|          | Ing. Josef Michalský | ODS            | ODS               | ODS                   | 6 926                 | 33,51 | 9 312                 | 44,96 |
|          | Jana Strnadová       | KSČM           | KSČM              | KSČM                  | 2 680                 | 12,97 | —                     | —     |
|          | Jan Hadrava          | NK             | NK                | BEZPP                 | 1 828                 | 8,85  | —                     | —     |
|          | Pavel Čáslavský      | KDU-ČSL        | KDU-ČSL           | BEZPP                 | 1 362                 | 6,59  | —                     | —     |
|          | Irena Nádherná       | SŽJ            | SŽJ               | SŽJ                   | 903                   | 4,37  | —                     | —     |
|          | Jiří Dytrych         | ČSNS           | ČSNS              | BEZPP                 | 751                   | 3,63  | —                     | —     |
|          | Zdeněk Most          | DEU            | DEU               | DEU                   | 630                   | 3,05  | —                     | —     |

### Rok 2000
Další senátní volby na Sokolovsku se díky zkrácenému čtyřletému mandátu konaly už v roce 2000. Stávající senátor Jiří Vyvadil svůj mandát již neobhajoval a kandidát, kterého vládní ČSSD postavila místo něj u voleb neuspěl. V prvním kole zvítězil kandidát Čtyřkoalice a člen Unie svobody Jan Hadrava, který získal 27,5 %. Do druhého kola postoupil také nestraník nominovaný ODS Karel Černík, který ale s Hadravou prohrál, když získal 45,2 % ve druhém kole.
| Kandidát | Kandidát               | Volební strana | Navrhující strana | Politická příslušnost | Počet hlasů (1. kolo) | %     | Počet hlasů (2. kolo) | %     |
| -------- | ---------------------- | -------------- | ----------------- | --------------------- | --------------------- | ----- | --------------------- | ----- |
|          | Jan Hadrava            | 4KOALICE       | US                | US                    | 6 060                 | 27,49 | 6 320                 | 54,78 |
|          | PaedDr. Karel Černík   | ODS            | ODS               | BEZPP                 | 5 099                 | 23,13 | 5 215                 | 45,21 |
|          | Ladislav Mrázek        | KSČM           | KSČM              | KSČM                  | 4 514                 | 20,48 | —                     | —     |
|          | MUDr. Rudolf Macháček  | ČSSD           | ČSSD              | ČSSD                  | 3 687                 | 16,72 | —                     | —     |
|          | Ing. Stanislav Svoboda | NK             | NK                | BEZPP                 | 2 679                 | 12,15 | —                     | —     |

### Rok 2006
Senátním volbám v sokolovském obvodě v roce 2006 dominovaly tradiční politické strany ODS a ČSSD. V prvním kole zvítězil ředitel centra sociálních služeb Pavel Čáslava z ODS, který získal 29,5 % hlasů. Druhý se pak umístil kandidát ČSSD na hejtmana Karlovarského kraje Josef Novotný. Druhé kolo bylo velmi vyrovnané, Čáslava v něm nakonec o dvě procenta zvítězil a získal pro ODS první senátorský mandát v tomto obvodě.
| Kandidát | Kandidát              | Volební strana | Navrhující strana | Politická příslušnost | Počet hlasů (1. kolo) | %     | Počet hlasů (2. kolo) | %     |
| -------- | --------------------- | -------------- | ----------------- | --------------------- | --------------------- | ----- | --------------------- | ----- |
|          | PhDr. Pavel Čáslava   | ODS            | ODS               | ODS                   | 7 895                 | 29,47 | 7 368                 | 50,95 |
|          | PaedDr. Josef Novotný | ČSSD           | ČSSD              | ČSSD                  | 6 628                 | 24,74 | 7 093                 | 49,04 |
|          | Ing. Josef Hora       | HNHRM          | HNHRM             | HNHRM                 | 4 856                 | 18,13 | —                     | —     |
|          | Ladislav Mrázek       | KSČM           | KSČM              | KSČM                  | 3 730                 | 13,92 | —                     | —     |
|          | RNDr. Milan Gebouský  | SZ             | SZ                | SZ                    | 1 590                 | 5,93  | —                     | —     |
|          | Mgr. Petr Zahradníček | SNK ED, KONS   | KONS              | KONS                  | 947                   | 3,63  | —                     | —     |
|          | Štefan Kanaloš        | NEZ            | NEZ               | BEZPP                 | 724                   | 2,70  | —                     | —     |

### Rok 2012
Senátní volby v roce 2012 se na Sokolovsku stejně jako ve většině ostatních obvodů nesly ve znamení vítězství levice. Kandidát ODS a bývalý dlouholetý starosta Sokolova Karel Jakobec neuspěl a nepostoupil do druhého kola. Tam se naopak střetli nový starosta Sokolova Zdeněk Berka za ČSSD a Jiří Holan z KSČM. Berka ve druhém kole nakonec zvítězil, když získal 56,7 % hlasů.
| Kandidát | Kandidát                 | Volební strana | Navrhující strana | Politická příslušnost | Počet hlasů (1. kolo) | %     | Počet hlasů (2. kolo) | %     |
| -------- | ------------------------ | -------------- | ----------------- | --------------------- | --------------------- | ----- | --------------------- | ----- |
|          | Ing. Zdeněk Berka        | ČSSD           | ČSSD              | ČSSD                  | 6 364                 | 29,21 | 5 373                 | 56,68 |
|          | Mgr. Jiří Holan          | KSČM           | KSČM              | KSČM                  | 4 688                 | 21,52 | 4 106                 | 43,31 |
|          | Ing. Karel Jakobec       | ODS            | ODS               | ODS                   | 3 615                 | 16,59 | —                     | —     |
|          | Ing. Jiří Pánek          | Svobodní       | Svobodní          | Svobodní              | 2 109                 | 9,68  | —                     | —     |
|          | Mgr. Petr Zahradníček    | TOP 09, STAN   | TOP 09            | TOP 09                | 2 043                 | 9,37  | —                     | —     |
|          | Ing. Jaroslav Bradáč     | SPOZ           | SPOZ              | SPOZ                  | 1 061                 | 4,87  | —                     | —     |
|          | Ing. Věra Ježková        | VV             | VV                | BEZPP                 | 1 058                 | 4,85  | —                     | —     |
|          | Ing. David Carvan, Ph.D. | NÁR.SOC.       | NÁR.SOC.          | NÁR.SOC.              | 843                   | 3,87  | —                     | —     |

### Rok 2018
V senátních volbách v roce 2018 se v tomto obvodu ve druhém kole potkali nestraník za STAN Miroslav Balatka, kterého rovněž podpořili TOP 09 a Piráti, a Renata Oulehlová z hnutí ANO, která byla zároveň také jedna z favoritek na post starostky Sokolova. Za hranicí postupu do druhého kola zůstal právě dosluhující starosta Sokolova Jan Picka z ČSSD. Ve druhém kole získal Balatka 59,5 % hlasů, a rozšířil tak řady Klubu Starostové a nezávislí v Senátu PČR.
| Kandidát | Kandidát              | Volební strana | Navrhující strana | Politická příslušnost | Počet hlasů (1. kolo) | %     | Počet hlasů (2. kolo) | %     |
| -------- | --------------------- | -------------- | ----------------- | --------------------- | --------------------- | ----- | --------------------- | ----- |
|          | Ing. Miroslav Balatka | STAN           | STAN              | BEZPP                 | 7 497                 | 28,74 | 6 902                 | 59,47 |
|          | Renata Oulehlová      | ANO            | ANO               | ANO                   | 6 708                 | 25,72 | 4 703                 | 40,52 |
|          | Bc. Jan Picka         | ČSSD           | ČSSD              | ČSSD                  | 4 588                 | 17,59 | —                     | —     |
|          | Ing. Eva Valjentová   | KSČM           | KSČM              | KSČM                  | 2 332                 | 8,94  | —                     | —     |
|          | Petr Nimrichter       | SPD            | SPD               | SPD                   | 1 553                 | 5,95  | —                     | —     |
|          | Josef Zickler         | ŘN - VU        | ŘN - VU           | ŘN - VU               | 1 172                 | 4,49  | —                     | —     |
|          | Stanislav Pochman     | KAN            | KAN               | KAN                   | 1 001                 | 3,83  | —                     | —     |
|          | Jiří Korbel           | NK             | NK                | BEZPP                 | 848                   | 3,13  | —                     | —     |
|          | Jan Teplík            | ČS             | ČS                | BEZPP                 | 410                   | 1,57  | —                     | —     |

### Rok 2024
Ve volbách v roce 2024 senátor Miroslav Balatka obhajoval svůj mandát za hnutí STAN s podporou Pirátů a KDU-ČSL. Za hnutí VOK kandidoval místostarosta Sokolova Jan Picka, který o post senátora usiloval již ve volbách v roce 2018. Kandidátkou hnutí ANO byla poslankyně Jana Mračková Vildumetzová. Do Senátu PČR rovněž kandidovali právník a nominant koalice SPD a Trikolora Josef Vaněk, středoškolská učitelka Dana Wittnerová, která kandidovala za hnutí SRDCEM PRO ..., a starosta města Horní Slavkov a kandidát hnutí MÍSTNÍ HNHRM Alexandr Terek.
Již prvním kole zvítězila s 50,72 % hlasů Jana Mračková Vildumetzová. Senátor Miroslav Balatka skončil na druhém místě s 25,41 % hlasů.
| Kandidát | Kandidát                        | Volební strana | Navrhující strana | Politická příslušnost | Počet hlasů (1. kolo) | %     |
| -------- | ------------------------------- | -------------- | ----------------- | --------------------- | --------------------- | ----- |
|          | Mgr. Jana Mračková Vildumetzová | ANO            | 'ANO              | ANO                   | 11 424                | 50,72 |
|          | Ing. Miroslav Balatka           | STAN           | STAN              | STAN                  | 5 723                 | 25,41 |
|          | Bc. Jan Picka                   | VOK            | VOK               | VOK                   | 2 626                 | 11,65 |
|          | JUDr. Josef Vaněk               | SPD, Trikolora | SPD               | BEZPP                 | 1 173                 | 5,20  |
|          | Alexandr Terek                  | MÍSTNÍ HNHRM   | MÍSTNÍ HNHRM      | BEZPP                 | 833                   | 3,69  |
|          | Mgr. Dana Wittnerová            | SRDCEM PRO ... | SRDCEM PRO ...    | BEZPP                 | 743                   | 3,29  |

## Volební účast
|  | nejvyšší volební účast |  | nejnižší volební účast |

| Rok  | % (1. kolo) | % (2. kolo) |
| ---- | ----------- | ----------- |
| 1996 | 23,74       | 23,42       |
| 2000 | 26,58       | 12,84       |
| 2006 | 31,41       | 15,59       |
| 2012 | 27,25       | 10,43       |
| 2018 | 30,85       | 13,03       |
| 2024 | 27,05       | —           |